# کاج چتری ژاپنی
کاج چتری ژاپنی (نام علمی: Sciadopitys verticillata) نام یک گونه از تیره دارتالابیان است.